# Rajz János-díj
A Rajz János-díjat Rajz János színművész alapította. 1976. április 2-án hozta létre alapítványát 100 000 Ft fenntartásos takarékbetét elhelyezésével. Ennek az összegnek kamata képezte a minden év decemberében, a Nemzeti Színház társulata által titkos szavazással odaítélt díj összegét, a társulat egy-egy, lehetőleg 40 évesnél nem idősebb női és a férfi tagjának, egyenlő összegben. Az Alapítványrendelés szerint: "A személyek kiválasztása akként történjék, hogy az előző évadban bemutatott, de sikere folytán a döntés évadján továbbjátszott színdarabokban ki alakította művészi szempontból a legkiemelkedőbbet. A jutalmat nemcsak főszereplő, hanem kisebb szerepet játszó is megkaphatja, mivel nem a szerep terjedelme, hanem annak művészi megoldása az irányadó."
A díj kiosztása az évek során a társulat kedves hagyományává vált, 1976-1999 között minden év decemberében bensőséges kis ünnepség keretében adták át. Rangját a művésztársak ítélete adta, igazi erkölcsi elismerést jelentve a kitüntetettek számára.

## A díjazott művészek
- 1976 Vörös Eszter – Szokolay Ottó
- 1977 Bodnár Erika – Szacsvay László
- 1978 Császár Angela – Benedek Miklós
- 1979 Molnár Piroska – Oszter Sándor
- 1980 Szirtes Ágnes – Balkay Géza
- 1981 Bodnár Erika – Dörner György
- 1982 Udvaros Dorottya – Oszter Sándor
- 1983 Kubik Anna – Bubik István
- 1984 Tóth Éva – Funtek Frigyes
- 1985 Pregitzer Fruzsina – Hirtling István
- 1986 Götz Anna – Ivánka Csaba
- 1987 Papadimitriu Athina – Rubold Ödön
- 1988 Kováts Adél – Kalocsay Miklós
- 1989 Pregitzer Fruzsina – Kerekes József
- 1990 Ráckevei Anna – Bubik István
- 1991 Götz Anna – Végh Péter
- 1992 Peremartoni Krisztina – Rubold Ödön, Szirtes Gábor
- 1993 Varga Mária – Végh Péter
- 1994 Tóth Éva – Őze Áron
- 1995 Fazekas Andrea – Ifj. Jászai László
- 1996 Peremartoni Krisztina – Végh Péter
- 1997 Varga Mária – Tóth Sándor
- 1998 Juhász Judit – Bede-Fazekas Szabolcs, Végh Péter
- 1999 Varga Mária – Bede-Fazekas Szabolcs